# Station Seaforth & Litherland
Seaforth & Litherland is een spoorwegstation van National Rail in Sefton in Engeland. Het station is eigendom van Network Rail en wordt beheerd door Merseyrail. 